# Tumacácori National Historical Park

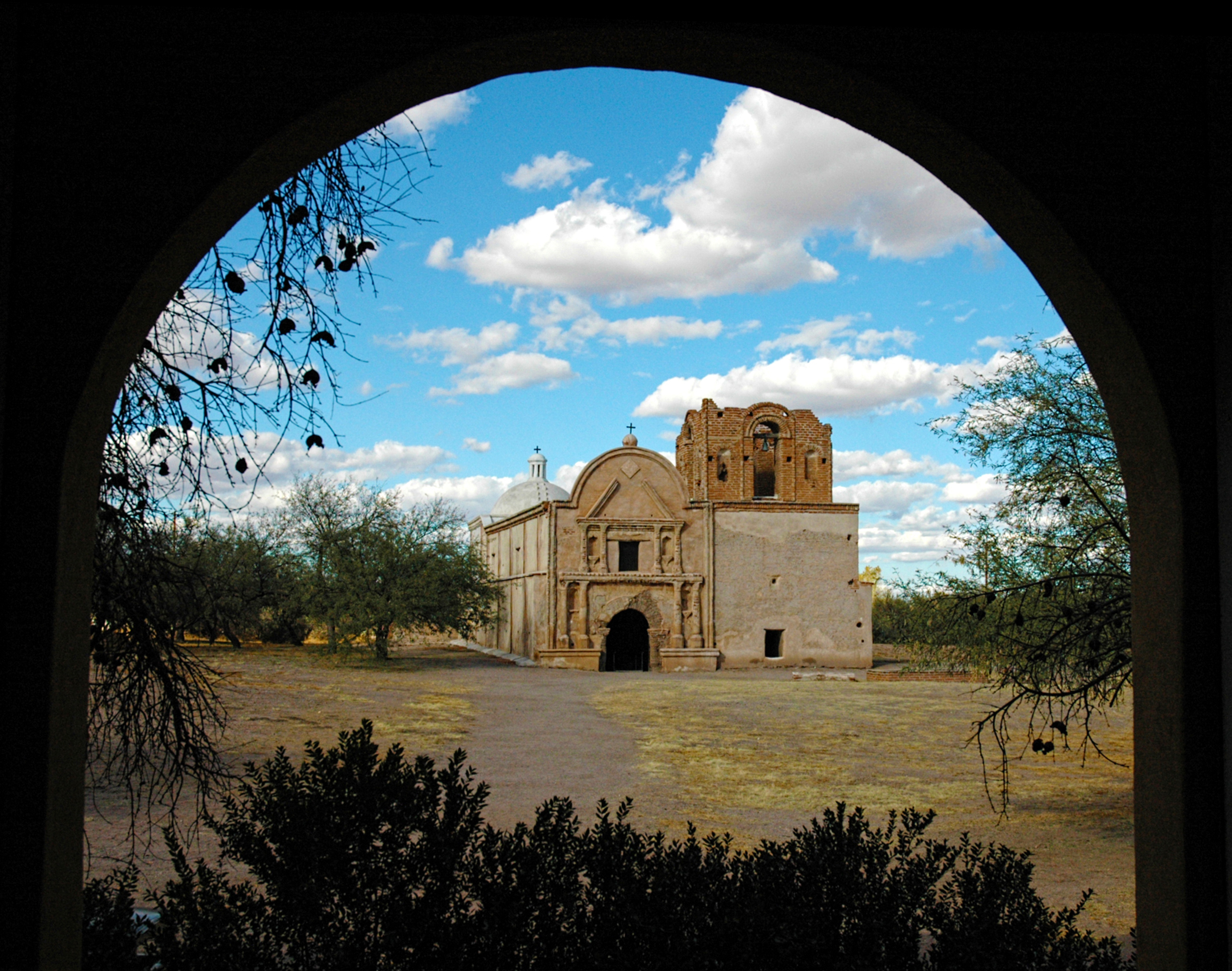
Budynek wpisany na listę Narodowego Rejestru Miejsc Historycznych w Stanach Zjednoczonych pod numerem 87001437

Tumacácori National Historical Park to obszar chroniony znajdujący się w amerykańskim stanie Arizona, w hrabstwie Santa Cruz
Prezydent Stanów Zjednoczonych Theodore Roosevelt utworzył 15 września 1908 roku na obecnych terenach parku pomnik narodowy o nazwie Tumacácori National Monument. Wiele lat później, 6 sierpnia 1990 roku powiększono powierzchnię terenów objętych ochroną i utworzono historyczny park narodowy pod obecną nazwą.
Park zajmuje powierzchnię około 1,5 km². Na jego terenie pod ochroną znajdują się trzy z ponad dwudziestu misji ustanowionych w tym regionie w czasach kolonialnych przez hiszpańskich zakonników, głównie jezuitów i franciszkanów. Znajdujące się pod ochroną misje to San José de Tumacácori, od której pochodzi nazwa parku, oraz Los Santos Ángeles de Guevavi i San Cayetano de Calabazas.
Park odwiedzany jest przez około 50 tysięcy turystów rocznie.